# Certificat de navigabilité
Pour les articles homonymes, voir CDN.

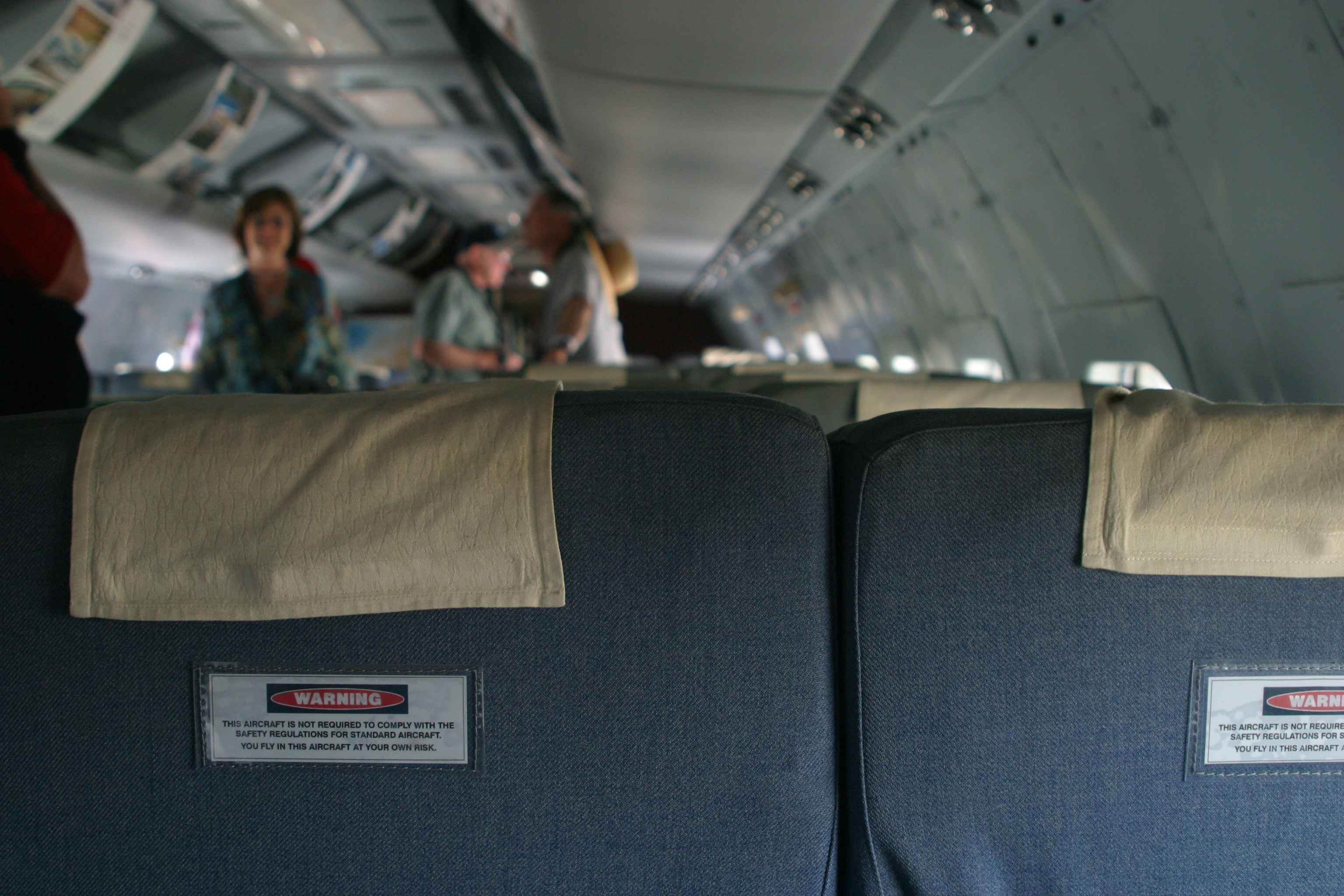
Un avion sans certificat de navigabilité

Le certificat de navigabilité (CDN) est un document administratif autorisant un avion à voler. Il atteste l'aptitude au vol de l'avion. 
En France, c'est la Direction générale de l'Aviation civile (DGAC) qui le délivre. Il a une durée de vie illimitée (le certificat d'examen de navigabilité quant à lui a une durée limitée et son renouvellement s'effectue après contrôle).
Il y a différents types de certificats selon le type de l'avion :
- avion construit par un industriel : CDN ;
- avion construit par un amateur : CNRA ;
- avion en kit construit par un amateur : CNSK ;
- avion de collection : CNRAC.

## CDN
Le certificat de navigabilité ou Airworthiness Certificate en anglais, est un certificat qui autorise les avions construits par des industriels à voler. 
Dans la communauté européenne, des textes communs ont été élaborés par l'Agence Européenne pour la Sécurité Aérienne (EASA) pour la certification de navigabilité et environnementale des aéronefs et produits connexes, pièces et équipements ainsi que des organismes de conception et de production de ces derniers. 
Au début, ces règles portaient le nom anglais de Joint Aviation Requirements (JAR). 
Depuis 2014, ces règles ont été remplacées par les Certification Specifications (CS). Ces CS sont des règles particulières du règlement Part-21 (ou règlement UE 748/2012 et ses amendements) appliqués à une certaine catégorie d'aéronef (avion léger, avion acrobatique, avion de ligne...).
Par exemple, la CS-23 contient les critères de certification des avions légers produits industriellement (elle s’applique en particulier aux monomoteurs emportant moins de 9 passagers, et dont la masse à vide est inférieure à 5 670 kg ou aux bimoteurs à hélices emportant moins de 19 passagers et ont la masse certifiée au décollage est inférieure à 8 618 kg). En revanche les avions larges sont concernés lors de leur certification par le règlement CS-25. Les hélicoptères sont quant à eux concernés par la CS-29.
Un industriel voulant vendre un avion léger doit donc réaliser un certain nombre de calculs et d'essais tels que décrits dans la CS-23 pour que son avion soit certifié. Le budget est assez important; de l'ordre du million d'euros pour un avion. Une fois l'avion certifié, il pourra être vendu et recevoir un CDN.
En France, les avions en CDN sont immatriculés F-Bxxx, F-Gxxx, F-Hxxx et F-Oxxx.

## CNRA
Le CNRA ou Certificat de navigabilité restreint d'aéronef est un certificat qui permet aux avions de construction amateur de voler avec des restrictions. Ces appareils ne sont pas certifiés comme ceux des industriels, ce qui rendrait d'ailleurs la construction amateur impossible vu les coûts. Ils sont donc restreints dans leur activité, ils ne peuvent pas faire de vols dans un but lucratif, comme du transport aérien ou des baptêmes de l'air par exemple. Mais ils peuvent être utilisés pour faire de l'école (dans un aéro-club par exemple) à condition d'être entretenus dans un cadre agréé.
En France, les avions en CNRA sont immatriculés F-Pxxx d'où leur surnom de foxtrot papa (FP).

## CNSK
Le CNSK ou Certificat de navigabilité spécial d’aéronef en kit est le pendant du CNRA pour les avions construits à partir d'un kit complet, l'avion devant être construit à 51 % par le client. Il date de 1998, auparavant les kits étaient gérés en CNRA.
Le CNSK apporte les mêmes restrictions que le CNRA.
Un exemple parmi de nombreux: le Fisher FP-404

## CNRAC
Le CNRAC ou Certificat de navigabilité restreint d'aéronef de collection est un certificat qui permet aux avions d'un certain type, dits de collection, de voler. C'est l'état qui détermine la liste des types d'avion qui peuvent prétendre au statut d'avion de collection. Il s'agit de types d'avion dont il ne reste plus beaucoup d'exemplaires en vol. Les restrictions sur ce type d'avion sont importantes : ne peuvent monter dans l'avion qu'un nombre très restreint de personnes, et ne sont quasiment autorisés que les vols en meetings et les vols de convoyage pour s'y rendre.
Y compris vol spéciaux.
En France, les avions en CNRAC sont immatriculés F-AZxx (ou F-AYxx, depuis 2013).